# Zoofília

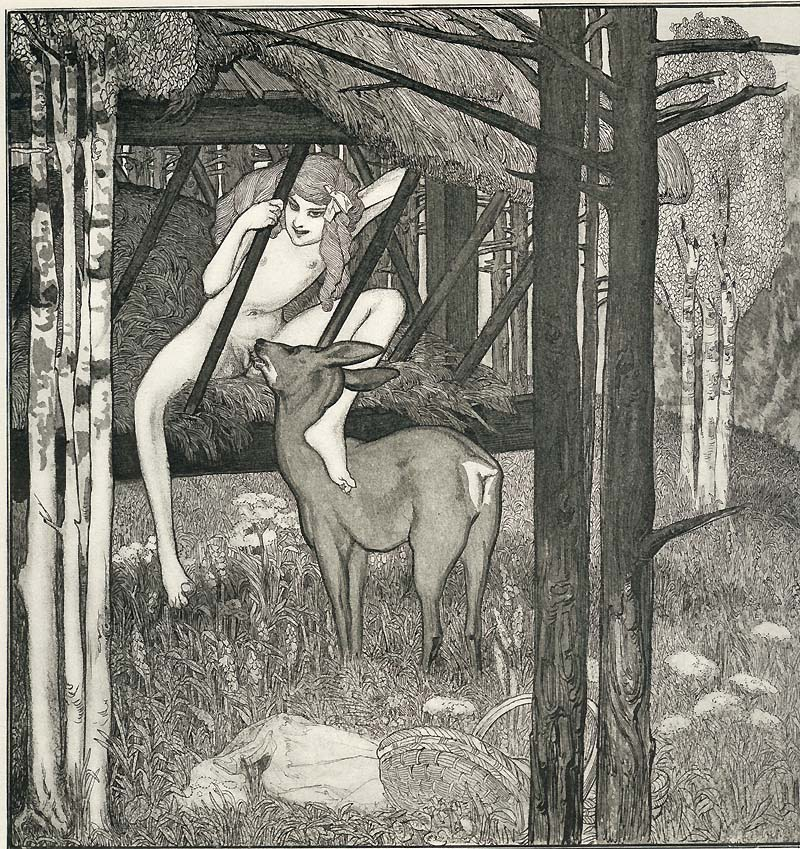
Marquis de Bayros grafikája

A zoofília az ember állatok iránt érzett nemi vonzalma. Az ember és állat közötti tényleges nemi érintkezést bestialitásnak vagy szodómiának nevezzük. Elkövetése esetén bűncselekmény. (Állatkínzás.) Utóbbiakat régen természet elleni fajtalanság néven tartották számon, a szakirodalomban gyakran így található meg. A szócikk a tényleges bestiális és szódómiai tetteket is felsorolja, a korábban szodómia alá sorolt homoszexualitásról (latinul sodomia ratione sexus) a szodómia szócikkben és a homoszexualitást bemutató cikkben lehet olvasni. A természet elleni fajtalanságon belül az állatokkal létesített kapcsolatot latinul sodomia ratione generis-nek nevezték.

## Fogalmi elhatárolás
Iwan Bloch német orvos a századelőn kiadott Korunk nemi élete c., szexualitással foglalkozó enciklopédiájában részletesen ismertette a két fogalom (zoofilia és bestialitás) közötti kölönbséget. Úgy látta, hogy a "tiszta zoofiliára" (vagy állatfétisizmusra, német „Tierfetischismus") kevés példa ismert, ez az embereknek állatok iránt érzett kóros szerelmét jelenti. Sokkal elterjedtebbnek tudta a bestialitást, azaz az állatokkal történő közösülést. Ennek hátterében ugyanakkor nagyon gyakran nem a zoofilia áll szerinte, hanem számos egyéb ok (pl. állatkínzás iránti szadista vágy, primitív népszokások, elzártság pásztoroknál, szexuális kiéltség és érdektelenség kialakulása más irányokban). Azzal is foglalkozott, hogy vajon egy bestiális tett kiindulhat-e állatból ember felé, ezt egy ágyában kutya által nemi kapcsolatra vitt kislány és egy emberekre szexuális céllal támadó fajdkakas példája alapján nem tartotta teljesen kizárhatónak.
A zoofilia és bestialitás tárgyaiul mindenféle állatok szolgálhatnak Bloch szerint, leggyakrabban mégis az ember közelségében élő (házi)állatok és kedvencek közül kerülnek ki azok. Elsősorban: kutyák, macskák, juhok, kecskék, csirkék, libák, kacsák és lovak, ritkábban majmok, medvék, halak, kígyók.

## Története
A zoofília már az ókorban is ismert jelenség volt. A Sumer Gilgames-eposz hőse a történet szerint  a természetben magára hagyva lovakkal közösült, mielőtt emberi szintre emelkedett.
Az ókori görög mitológiában gyakran előforduló momentum, hogy egy állat formájában megjelenő isten elcsábítja és megtermékenyíti az általa kiválasztott nőt. Zeusz Európét bikaként, Lédát hattyúként tette magáévá.  A Minotaurusz állítólag egy nő (Pasiphae) és egy bika nászából fogant. A dionüszioszi orgiákon előfordult állatokkal való közösülés, ezt Kr. e. 6. századi vázák is tanusítják.
Hérodotosz görög történetíró említést tesz egy egyiptomi esetről, ahol egy kecske létesített kapcsolatot egy felnőtt nővel.
A zsidók szent könyve, a Biblia Ószövetsége is ismeri a fogalmat, és az azt elkövető személy cselekedetét halállal büntetendőnek tartja (2 Móz 22,19: "A ki barommal közösül, halállal lakoljon", 3 Móz 18,23 "És semmiféle barommal se közösülj, hogy azzal magadat megfertőztessed, és asszony se álljon meg barom előtt, hogy meghágja őt; fertelmesség az.", 3 Móz 20,15 "Ha pedig valaki barommal közösül, halállal lakoljon, és a barmot is öljétek meg.", 5 Móz 27,21 "Átkozott, a ki közösül valamely barommal! És mondja az egész nép: Ámen!"). A régi, Biblián kívüli (főleg a későbbi Talmudban feljegyzett) héber mítoszok szerint Ádám teremtése után állatokkal próbálta ki magát, mielőtt Isten Évát megteremtette neki. 
Az ókori indiai szerelmi praktikákat tartalmaz könyve, a Káma Szútra szintén tud erről.
A természeti népek körében is gyűjtöttek a kutatók zoofiliával-bestialitással kapcsolatos történeteket. A guatemalai maja maják között elterjedt hit volt, hogy az állatszellemek éjszakánként incubus/succubus alakban valódi állatokként megrontják a nőket. Ilyet (pókmajom formában) egy 600/700-as évekbeli festett tál is ábrázál. Kínában a rókadémon tesz ilyesmit. Borneo szigetén ezzel szemben majom veszik fel a nők férjeinek külsejét, hogy velük hálhassanak. A kolumbiai deszanáknak álmaikban jelennek meg gyakran állatok, akik vérük elszívása céljából szeretkeznek velük.
A középkorban az állatokkal való fajtalanság a gyónótükrökben fordul elő, főleg azok részletessé válása (10. sz.) után.  A boszorkányszombatokon a vádak szerint a boszorkányok állítólag macskák, kutyák, békák és varjak alakjába bújt démoni kísérőikkel fajtalankodtak.
Rapcsányi László szerint az Athosz-félszigetre a bestialitástól való félelem miatt még nőstény állatokat sem hozhattak a szerzetesek.
Egyes források szerint az európai társadalmak alsóbb néposztályaikban és egyes népeknél (pl. délszlávok, perzsák), az a babona élt még a 19. században is, hogy egy meglévő nemi betegséget állattal való szexuális kapcsolattal meg lehet gyógyítani, néha szodómiához vezet. A Monarchia hadseregében szláv katonák létesítettek állatokkal fajtalan kapcsolatot, mert pénzük - állításuk szerint - kevés volt "normál" prostituáltra. Az elhagyatott helyeken járó pásztoroknál - egyéb alkalom hiányában - szintén történek hasonlók.
Az 1800-as évekből, és a 20. sz. elejéről számos példát hozott a zoophiliára-bestialitásra a századforduló több jelentős orvosa, jogtudósa, így Gaston Dubois-Desaulle (Étude sur la bestialité au point de vue historique, médical et juridique: Exploration approfondie de la bestialité à travers l'histoire, la médecine et la loi),  Richard von Kraft-Ebing, Iwan Bloch (Beiträge zur Aetiologie der "Psychopathia sexualis" és Das Sexualleben unserer Zeit in seinen Beziehungen zur modernen Kultur), Magnus Hirschfeld (Sexual anomalies and perversions), és Erich Wulffen (Szekszuális abnormitások és bűntettek - A nemi abnormitások és bűntettek). Régi törvényszéki orvostani könyvek további példákat tudnak vagy fogalmat ismertetik. Sigmund Freud (1856-1939) azt álmodta, hogy édesanyját egy madárfejű egyiptomi isten (talán Thot) ragadta magával, amit ő szimbolikus szexuális kívánságként értelmezett később, lévén a német "vögeln" kifejezést a madarakkal kapcsolatos szeretkezésre használták.
A 20. század második felében magára hagyott és bandákba tömörülő amerikai fiataloknál David Wilkerson pap jegyzett fel állatokkal való közösülést.
Napjainkban ilyen esetek szintén előfordulnak olykor rendőrségi hírekben. A tevékenység - erkölcsi, pszichiátriai szempontok mellett - fizikailag is veszélyes lehet: nem csak az esetleg agresszívé váló állat miatt. Volt már olyan eset, hogy állat hímivarsejtei allergiás reakciót és ezzel halált okoztak egy nőnek. A zoofilia határát súrolja a "szexuális-fétis"-ként ismert furry-jelenség, amikor felnőtt emberek állatoknak öltöznek hosszabb időre (nem alkalmi eseményre, pl. farsangra).
Szokatlan módon az elszórt (kriminális) esetek mellett a bestialitás intézményesített formája fennmaradt a dél-amerikai Columbia egyes falusi részein. Itt a mélyen vallásos katolikus lakosság erősen őrzi a házasság előtti fiatal lányok szüzességét, ezért a férfiak szamarakkal fajtalankodnak szexuális igényeiket levezetendő. 2012-ben dokumentumfilm és készült a furcsa szokásról Donkey Love c. címmel.
A témakörről Joanna Bourke nagyobb cikket írt Bestiality, Zoophilia and Human–Animal Sexual Interactions címmel, Hani Miletsky pedig könyvet (Zoophilia: Another Sexual Orientation? Archives of sexual behavior).

## Magyarországon
Magyarországi előfordulásáról kriminológiai hírekben lehet néha hallani.  Intézményesített formáiról (pl. videófelvételek készítéséről és a prostitúcióban való egyéb szerepéről) Vujity Tvrko írt Fertő c. könyvében.

## Művészetekben
SZOBRÁSZAT: Az ókori Római Birodalomból ismert olyan szobor, ahol Pán isten egy kecskével létesít nemi kapcsolatot. Az indiai Khajuraho templomában (10. sz.) domborművön megörökítettek ilyen esetet. Paul McCarthy olyan szobrot készített, amelyen George W. Bush disznóval közösülve látható.
FESTÉSZET: Ókori keleti (pl. indiai, kínai, arab) és modern kori, bestialitást bemutató festmények nagy számmal előfordulnak Eberhard Kronhausen erotikus képeket bemutató könyvében. Japánban Hokusai festő (1760-1849) egyik képe (A Halászfeleség álma) egy nőnek két polippal való közösülését mutatja be. Kobayashi Eitaku (1843-1890) ugyancsak festett hasonlókat. Ilyen témakörű képeket Kínában is készítettek az újkorban. A magyar mondák szerint a honfoglalás előtt Emese fejedelemasszony egy turul madártól esett teherbe, és az nemzette neki Álmost, a későbbi magyar vezért (820-895) ezt festményen is feldolgozták később (pl. Paczka Ferenc). Itt is említhető a fentebb már szerepelt guatemalai tál, amely egy nővel közösülő pókmajmot ábrázol, továbbá a lóval folytatott viszonyt bemutató ógörög vázák, és Zeusz kapcsolatainak, valamint a Pasiphae és a Minotaurusz fogamzásának számtalan festménye és szobra.
SZÉPIRODALOM: A késő ókori Apuleius Aranyszamarában és Lukianos hasonló című regényében mint bűnöző nőkre mért büntetés szerepel a szamárral való kényszerített közösülés, vagy maguk a nők vágynak rá. Voltaire Candide c. utazási regényben egy távoli amerikai törzsnél bukkan fel a jelenség, akiknél a majmok "szeretők". Mindenféle eltévelyedés mellett a bestialitást is ismeri Sade Márki (1740-1814). Cápával való közösülése szerepel Lautréamont gróf (1846-1870) Maldoror énekeiben (Les Chants de Maldoror).
FILMMŰVÉSZET: A 20. század második felében számos film is érintette a zoofilia-bestiliatást témakörét (gyakran csak szimulált, nem való kapcsolat a felvételeken). Ezen filmek legtöbbje hosszabb-rövidebb időre okkal betiltásra is került. Néhány példa a bestialitásra: Tinto Brass (Caligula, állítólag valódi bestialitást  vettek fel elkábított lovakkal), José Mojica Marins (kutya, 24 Horas de Sexo Explícito, tehén: 48 Horas de Sexo Alucinante: a Minotaurus történetét utánzó eset), Ismael González (kanári, Al sur del edén), Catherine Breillat (giliszta, A Real Young Girl), Vilgot Sjöman (kutya, 491), Pier Paolo Pasolini (disznó, Porcile), Thierry Zéno (disznó, Vase de Noces). Az állat iránt érzett kóros szerelemre Woody Allen filmje (bárány, Everything You Always Wanted to Know About Sex) példa. Polip/medúza-szerű kreált szörnnyel létesít kapcsolat a hősnő Andrzej Żuławski Posseionjában, és az előbbi által inspirált  Amat Escalante The Untamed -ben. További példákhoz:

## Megítélése
A történelem folyamán többször változott a zoofil emberek megítélése. Az állatokkal való szexuális kapcsolat először elfogadott volt, majd később a kultúrák többségében elítélték, és büntették is.
Napjainkban több esetben állatkínzásért ítéltek el állatokkal közösülő embereket, míg egyes szexológusok véleménye szerint a zoofília nem betegség, hanem az átlagostól eltérő nemi vágy. A közvélemény a pedofíliához hasonlóan morálisan elítéli. Hozzá hasonlóan kizárható a konszenzusos megélése. A zoofíliát parafíliának tartják, azon belül az Egészségügyi Világszervezet által használt BNO a "szexuális preferencia egyéb zavarai" közé, az Amerikai Pszichiátriai Egyesület által kiadott DSM V pedig az "egyéb, specifikus parafíliák" közé sorolja, betegségnek, ún. parafíliás zavarnak azonban csak akkor tekintik, ha az egyén számára bármiféle nehézséget, hátrányt jelent.
Magyarországon "az állatvédelmi törvény szerint állatot a nemi vágy kielégítésére irányuló cselekmény során felhasználni tilos, ennek szankciója elsősorban a közigazgatási hatósági eljárásban kiszabott állatvédelmi bírság, esetleg állattartástól való eltiltás lehet."